# Fei Danxu

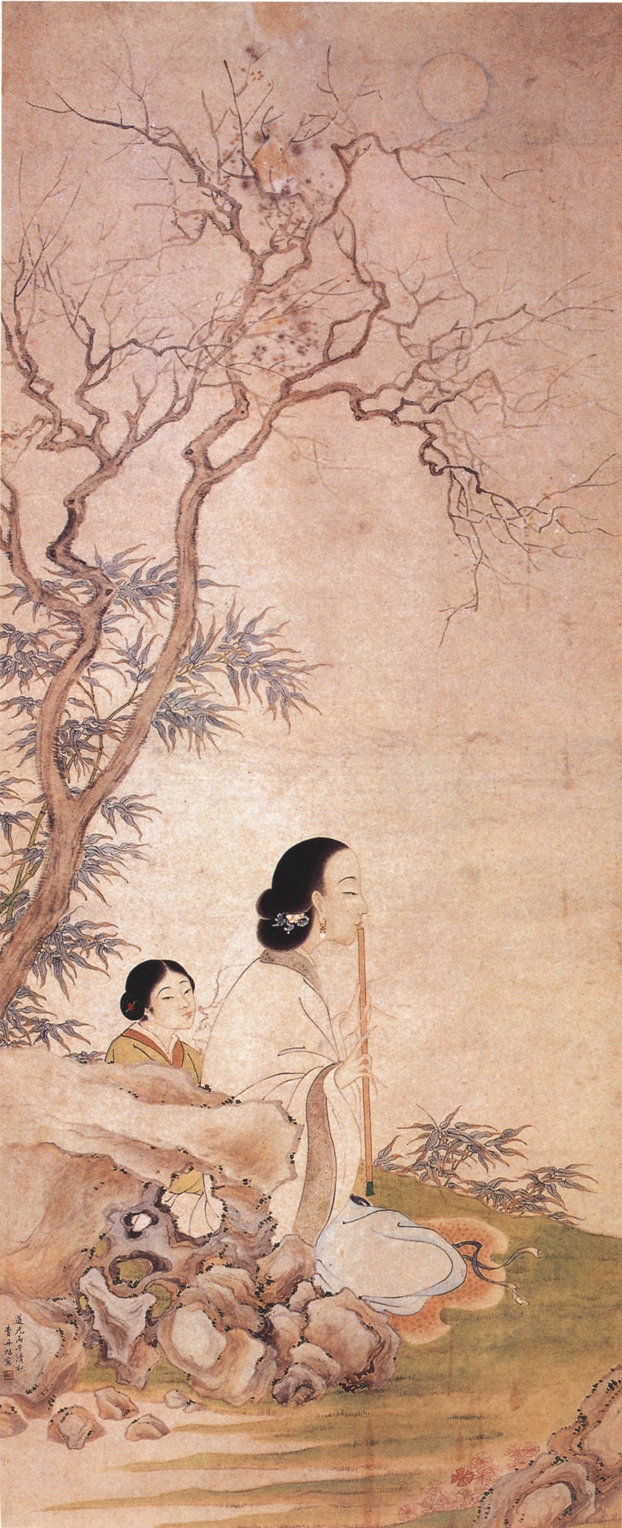
Tocant la flauta sota La Lluna

Fei Danxu (xinès simplificat: 费丹旭; xinès tradicional: 費丹旭; pinyin: Fèi Dānxù) fou un pintor que va viure sota la dinastia Qing. Va néixer a Wucheng, actualment Wuxing, província de Zhejiang, l'any 1801 i va morir el 1850.
Fou un artista que va treballar per a famílies molt importants. Va començar la seva activitat de ben jove i que va recórrer diferents llocs de Zhejiang i de Jiangsu. Es va especialitzar en la pintura de dones boniques (com per exemple “Dames” que es troba al Museu Provincial Yunnan, cosa que el va fer molt popular. Acostumava a pintar amb pinzell humit, aconseguint diferents tons, mentre que les figures femenines les realitzava amb pinzellades de línia fina i molt precisa. Els seus paisatges s'inspiraven en Wang Hui (1632-1717) mentre que les pintures de flors rebien la influència de Yun Shouping (1633-1690).

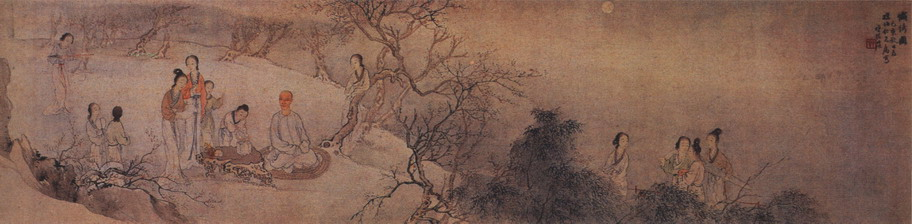
Yao Xie i les seves esposes (姚燮忏绮图). Rotlle, Tinta sobre paper. 31 x 128.9 cm. Museu del Palau, Pequín